# Куку, Эмир-Усеин Кемалович
Эмир-Усеин Кемалович Куку (26 июня 1976, Новороссийск) — крымский правозащитник, член Крымской контактной группы по правам человека. Был задержан 11 февраля 2016 года. Amnesty International и Human Rights Watch признали его политическим заключенным.

## Биография
Эмир-Усеин Кемалович Куку родился в 1976 году в Краснодарском крае в г. Новороссийске в семье участника национального движения крымских татар Кемала Куку, который возглавлял инициативную группу этого движения. Кемал Куку активно участвовал в национальном движении, в том числе составлял проекты обращений и заявлений к руководству СССР, организовывал сбор финансовых средств для отправки делегатов в Москву, организовывал мирные акции, проведение митингов. На момент присоединения Крыма к России Кемал Куку состоял в организации «Милли Фирка», которая поддержала переход Крыма к России, и Кемал Куку надеялся, что с приходом российской власти изменится ситуация с выделением земли крымскотатарскому народу.
В 1993 году семья переехала в Крым. Они получили земельный участок под строительство дома в родном селе Кемала Куку Кореизе. В 2000 году Эмир-Усеин закончил Херсонский национальный технический университет по специальности «менеджмент». В 2001 году — Харьковский финансово-экономический институт по специальности «бухгалтерский учёт». Имеет неоконченное юридическое образование.
В 2005 году создал семью, воспитывает двоих детей, сына и дочь. Жена Мерьем — учитель английского и крымскотатарского языков, также занимается репетиторством.
Эмир-Усеин активно включился в общественную жизнь крымских татар ялтинского региона. Все общественные мероприятия, которые проходили в пгт. Кореиз и в г. Ялта, будь то мероприятия, посвящённые дате 18 мая 1944 года или реконструкция Кореизской мечети, проводились при его активном участии. Также Эмир-Усеин боролся за сохранение старинной мечети и крымскотатарского кладбища в Мисхоре, занимался мониторингом случаев дискриминации мусульман. Работал специалистом центра информационного и материально-технического обеспечения Ялтинской мэрии.
После 2014 года он также продолжал активную общественную жизнь. Накануне 70-летия Победы он вместе с отцом участвовал в строительстве «Аллеи Памяти» у здания поселкового совета Кореиза, целью которого было увековечение памяти крымских татар и других местных жителей из Кореиза и Мисхора, участвовавших во Второй Мировой войне.
Позднее, Эмир-Усеин подключился к Крымской контактной группе по правам человека, которая занимается поисками пропавших людей и юридической защитой арестованных крымских татар, принимал активное участие в деятельности контактной группы.

## Преследования
20 апреля 2015 Эмир-Усеин он был задержан людьми в камуфляже без опознавательных знаков. Его доставили домой, где был проведён обыск, а потом отвезли на допрос в спецслужбы.Следственные действия проводились в рамках уголовного дела по ст. 282 УК РФ («действия, направленные на возбуждение ненависти либо вражды»). По утверждениям Куку, его избивали по дороге на допрос, позднее в медицинском учреждении ему зафиксировали ушиб почки.
Отец Эмира-Усеина, Кемал Куку, в мае 2014 получил российскую медаль «За возвращение Крыма», однако после первого обыска у Куку-младшего его отец пришёл в ФСБ и вернул полученную годом ранее награду. Вскоре Кемал скончался.
11 февраля 2016 в доме Эмира-Усеина Куку в Кореизе провели обыск, а его самого задержали российские правоохранительные органы. На него было заведено уголовное дело по обвинению в деятельности «Хизб ут-Тахрир», признанной в России террористической организации. Эмир-Усеин Куку обвиняется по ч. 2 ст. 205.5 УК (участие в деятельности террористической организации) и по ст. 30 и ст. 278 УК (покушение на насильственный захват власти или насильственное удержание власти). 12 февраля суд выбрал меру пресечения в виде ареста, с того времени не изменённую.
Адвокат Эмиль Курбединов и мать заключённого Мунира Абдураимова рассказали о условиях содержания в симферопольском СИЗО: еда, в которой плавают тараканы, клопы и клещи в постельном белье, недостаток кроватей в связи с загруженностью камер (спят по очереди). По жалобам задержанных указано, что недостаточно места для совершения намаза.
В декабре 2016 Эмира-Усеина отправили на прохождение принудительной психиатрической экспертизы, которая продолжалась некоторое время.
По словам адвоката Алексей Ладин на протяжении всего времени пребывания в СИЗО ему отказывали в свиданиях с родными, даже судебные заседания проводились в закрытом режиме (дело рассматривал Ростовский окружной военный суд на выездных заседаниях в Симферополе).
В конце 2017 — начале 2018 года Куку вместе с другими фигурантами «ялтинского Хизб ут-Тахрир» перевезли в Ростов-на-Дону для проведения суда. 
26 июня 2018 года, на свой день рождения, политический заключённый начал бессрочную голодовку, и объявил ультиматум президенту РФ Владимиру Путину:

 Я, Куку Эмир-Усеин Кемалович, 26.06.1976 года рождения, гражданин Украины, крымский татарин, мусульманин, объявляю голодовку (отказ от употребления еды) с 06:00 26.06.2018 года до тех пор, пока не решится вопрос об освобождении политзаключённых в российских тюрьмах, исправительных колониях, в количестве 70 человек. Кроме того, я требую прекратить репрессии против крымских татар и других верующих в Крыму. 
Через 24 дня, 19 июля, Эмир-Усеин прекратил голодовку. По словам адвоката, состояние здоровья Эмир-Усеина за это время значительно ухудшилось.
15 февраля 2018 года, на заседании Северо-Кавказского окружного военного суда Куку огласил информацию, что этот процесс — это попытки мести за неудачные попытки ФСБ завербовать его в качестве тайного информатора. 22 ноября 2018 года Северо-Кавказский окружной военный суд в Ростове-на-Дону вернул материалы ялтинского «дела Хизб ут-Тахрир» в прокуратуру для дополнительного расследования. 
4 апреля 2019 года Северо-Кавказский окружной военный суд вернулся к рассмотрению дела. На первом заседании все подсудимые заявили о том, что считают себя невиновными, поскольку не причастны к террористической деятельности и не планировали захвата власти; они считают, что их преследуют за убеждения.
12 ноября 2019 года Южный окружной военный суд в Ростове-на-Дону признал правозащитника виновным в принадлежности к террористической организации и приготовлении к насильственному захвату власти и приговорил его к 12 годам колонии строгого режима. 25 июня 2020 года Апелляционный военный суд оставил этот приговор в силе.

## Реакция в мире
Министерство иностранных дел Украины выразило протест из-за противоправных и антигуманных действий российской стороны по отношению к гражданам Украины Муслима Алиева, Эмира-Усеина Куку, Вадима Сирука, Энвера Бекирова, Рефата Алимова и Арсена Джеппарова, незаконно перевезённых из временно оккупированного Россией Крыма.
Российский правозащитный центр «Мемориал» включил Эмира-Усеина Куку в программы «Поддержка политзаключённых» и «Преследования мусульман». О фигурантах дела «Хизб ут-Тахрир» на сайте «Мемориала» указано:

 «Лишены свободы при отсутствии события или состава преступления с нарушением российского и международного права. Продолжительность или условия лишения свободы явно непропорциональны общественной опасности осуждённых» .
Amnesty International требует немедленно освободить Эмира-Усеина Куку и прекратить его преследование:

 «Суд над Куку сам по себе является нарушением международного гуманитарного права, не допускающего рассмотрения дела жителя оккупированной территории в военном суде».
Кампания LetMyPeopleGo начата инициативной группой «Евромайдан SOS» для защиты всех заключённых по политическим мотивам граждан Украины в России и оккупированном Крыму. Кампания добивается освобождения всех людей из списка LetMyPeopleGo, которых называет заложниками Кремля. Эмир-Усеин Куку в этом списке.
Международная организация Front Line Defenders также требует немедленно освободить правозащитника из-под стражи.
Human Right Watch включила Куку в отчёт об ухудшении состояния прав человека в Крыму от 14 ноября 2017 года.
Состояние здоровья политзаключённого вызывает обеспокоенность как украинского омбудсмена, так и Европейского суда по правам человека.
Резолюция Генеральной Ассамблеи ООН «Положение в области прав человека в Автономной Республике
Крым и городе Севастополе, Украина» от 22 декабря 2018 года выразила 

«глубокое беспокойство сообщениями о том, что с 2014 года власть России использует пытки для получения поддельных сведений о политически мотивированных преследованиях, включая дело украинского режиссёра Олега Сенцова, дальнейшими задержаниями и арестами Россией украинских граждан, включая Владимира Балуха и Эмира-Усеина Куку».